# Belagerung von Regensberg
Etzel · Pfäffikon · Grüningen I · Freienbach · Blickensdorf · Hirzel · Bremgarten · Regensberg · Grüningen II · St. Jakob an der Sihl · Greifensee · St. Jakob an der Birs · Erlenbach I · Koblach · Sargans · Wil · Kirchberg · Wolfhalden · Obertoggenburg · Wigoltingen · Erlenbach II · Männedorf · Wollerau · Ragaz
Die Belagerung von Regensberg war ein militärischer Konflikt, der vom 7. Juni bis zum 9. Juni 1443 im Verlaufe des Alten Zürichkriegs im heutigen Kanton Zürich ausgetragen wurde. Die Gegner waren auf der einen Seite die Garnison der Stadt Regensberg, auf der anderen Seite Truppen der eidgenössischen Orte.

## Vorgeschichte

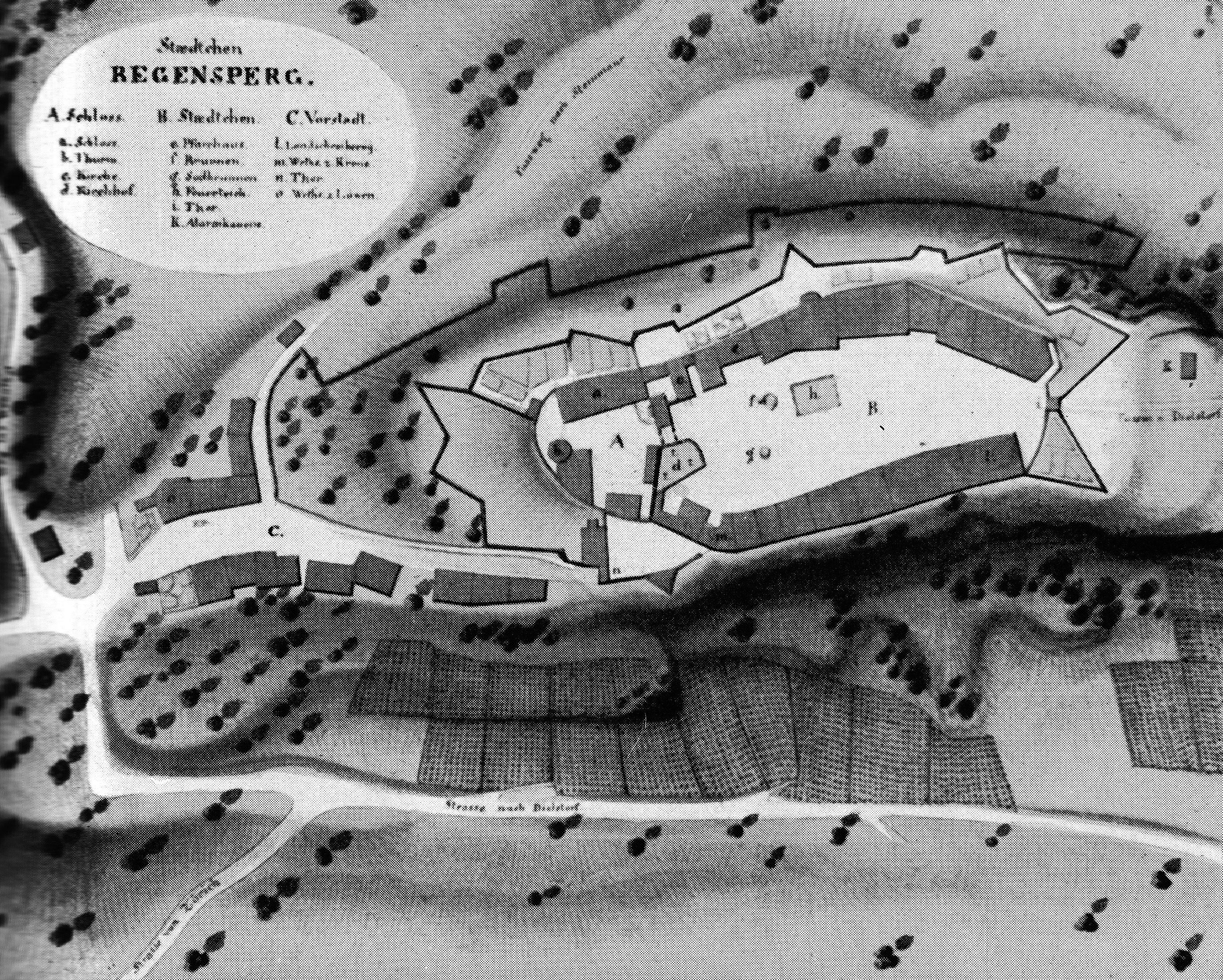
Plan des Städtchens Regensberg von 1840, gezeichnet von Ludwig Schulthess.

Die Herrschaft Regensberg gelangte 1302 an die Habsburger, welche kein allzu grosses Interesse an Burg und Städtchen zeigten und die Herrschaft mehrfach verpfändeten, bis 1409 die Stadt Zürich sie als Pfand und 1417 endgültig erwerben konnte. Ab da diente die Burg als Zürcher Landvogteisitz.
Nach der für Zürich verheerenden Schlacht am Hirzel und der Belagerung von Bremgarten setzte das eidgenössische Heer, bestehend aus Kontingenten von Luzern, Schwyz, Glarus, Uri, Unterwalden, Zug sowie Bern und Solothurn nach Abstellung einer Garnison in Baden am 4. Juni über die Limmat ins Wehntal bis zur Glatt, um den Feldzug gegen das Stadtzürcher Territorium fortzusetzen und als nächstes Ziel gegen Herrschaft und Städtchen Regensberg vorzugehen. Dies war auch in Zürich bekannt, von wo aus man die Hauptleute von Regensberg und Grüningen aufforderte, die Bevölkerung für die Verteidigung unter Eid zu nehmen und die nicht Wohlgesinnten wegzuschicken.
Die Landleute der Herrschaft Regensberg stellten sich allerdings offen auf die Seite der Eidgenossen und zwangen die Besatzung der Burg Alt-Regensberg in der Nähe der Katzenseen, die im Besitz der Herren von Landenberg-Greifensee war, zur kampflosen Übergabe dieser Burg und zum Abzug, wahrscheinlich um Gewalttaten der Eidgenossen zu vermeiden. Der alte Freiherr von Landenberg musste den Eidgenossen Treue schwören und erhielt dafür die Burg wieder zurück. Danach wandten sich die Eidgenossen gegen Rümlang, welches mitsamt den Dörfern Ober- und Niederhasli geplündert und in Brand gesteckt wurde.

## Die Belagerung

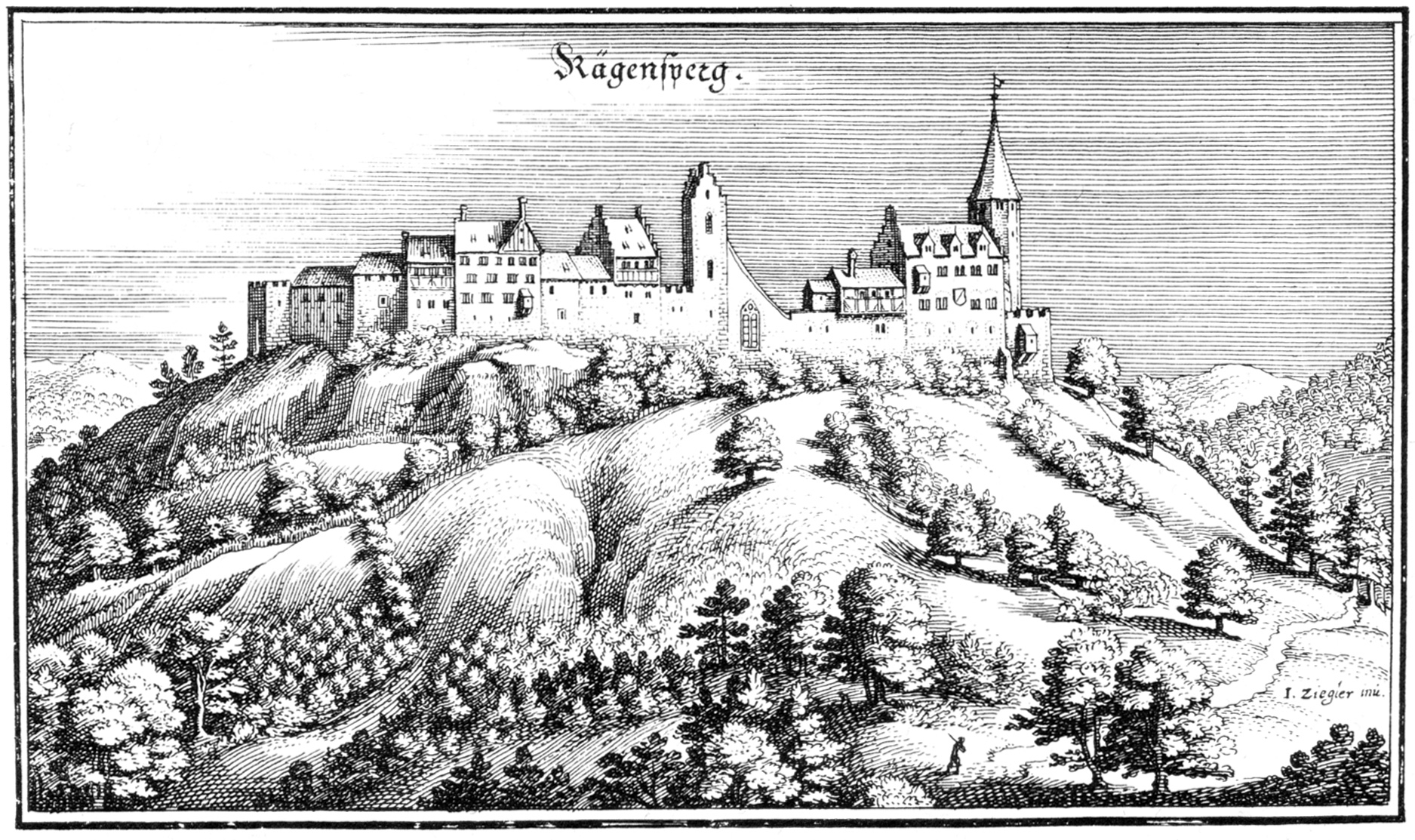
Regensberg in Topographia Helvetiae von Matthäus Merian, 1654.

Am 7. Juni erreichten die Eidgenossen das Städtchen Regensberg. Dieses wurde von Truppen unter Ital Reding dem Jüngeren berannt. Die Stadtbewohner, die sich aus Bauern und Bürgern zusammensetzten, leisteten eine kurze Gegenwehr, doch gaben sie das Städtchen nach der ersten Beschiessung bald auf und öffneten den Gegnern die Stadttore.
Die wehrhafte Besatzung der Burg Neu-Regensberg unter Hauptmann Johann von Isnach, der auch Ratsherr im Zürcher Rat war, lehnten jedoch eine Kapitulation ab und am 8. Juni fingen die Eidgenossen an, die Burg auf dem Lägernberg den ganzen Tag mit schwerem Geschütz zu beschiessen. Als am nächsten Tag – am 9. Juni, dem Pfingstsonntag – die Beschiessung weiterging, kapitulierte aufgrund des anhaltenden Feuers und der Drohung einer Erstürmung auch die Zürcher Besatzung der Burg auf Gnade oder Ungnade. Der Zürcher Landvogt Johann Bosshard wurde bei seinem Fluchtversuch in einem Haufen ausserhalb der Burg entdeckt und ergriffen und von einem eidgenössischen Krieger umgehend niedergestochen; die anderen 28 Gefangenen – darunter Hauptmann von Isnach – und die Beute teilte man auf die beteiligten Orte auf. Die Burg wurde in Brand gesteckt, das eroberte Städtchen wurde jedoch geschont.

## Folgen
Hauptmann Johann von Isnach wurde aufgrund seiner Kapitulation aus dem Zürcher Rat ausgeschlossen. Die Burg Alt-Regensberg wurde von der letzten Vertreterin der Landenberger 1444 den Eidgenossen übergeben und von diesen besetzt. Dagegen besetzte Zürich Regensberg bereits 1444 wieder mit Truppen.
Am 10. Juni 1443 zog das eidgenössische Heer weiter, überquerte die Glatt und marschierte über Kloten und Bassersdorf in die Herrschaft Greifensee. Unter Umgehung des Städtchens Greifensee erreichte es am 11. Juni Grüningen, den Hauptort der dazugehörigen Herrschaft, welches darauffolgend belagert und eingenommen wurde. Der erste grosse eidgenössische Feldzug des Jahres 1443 ging hier zu Ende.